# スネフェル
スネフェル（Sneferu、希: Σῶρις）は古代エジプト・古王国時代のファラオで、エジプト第4王朝の創始者である。在位は紀元前2613年から紀元前2589年。

## 概要
彼の父はフニという説があり、異母妹とみられるヘテプヘレスと結婚した。この説では、ヘテプヘレスが正室の、スネフェルが側室の子とされている。この結婚によって、スネフェルは王位を相続した。
スネフェルとヘテプヘレスの間の子供には、エジプトで最大のピラミッドを作ったクフがいる。スネフェルは、実はクフよりも沢山ピラミッドを作っている。彼が最初に手がけたのはメイドゥームにある父フニのもので、階段ピラミッドから初めて真正ピラミッドに作り直させた。その後、すぐそばに自分のピラミッドも作った。さらにダハシュールに屈折ピラミッドと赤いピラミッドを作った。メイドゥーム近くのセイラにある小さな崩れピラミッドもスネフェルが作ったと考えられている。スネフェルの作ったピラミッドはどれもクフの作ったギザの大ピラミッドよりも小さいが、スネフェルがピラミッド建設に使った石の総体積は、全てのファラオの中で最大である。

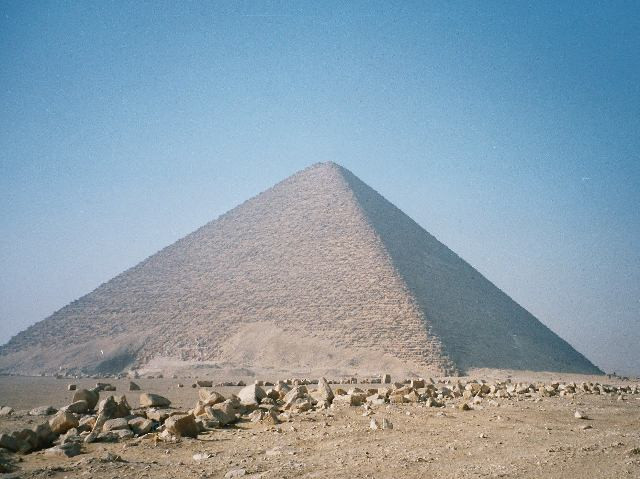
スネフェルの作った赤いピラミッド。

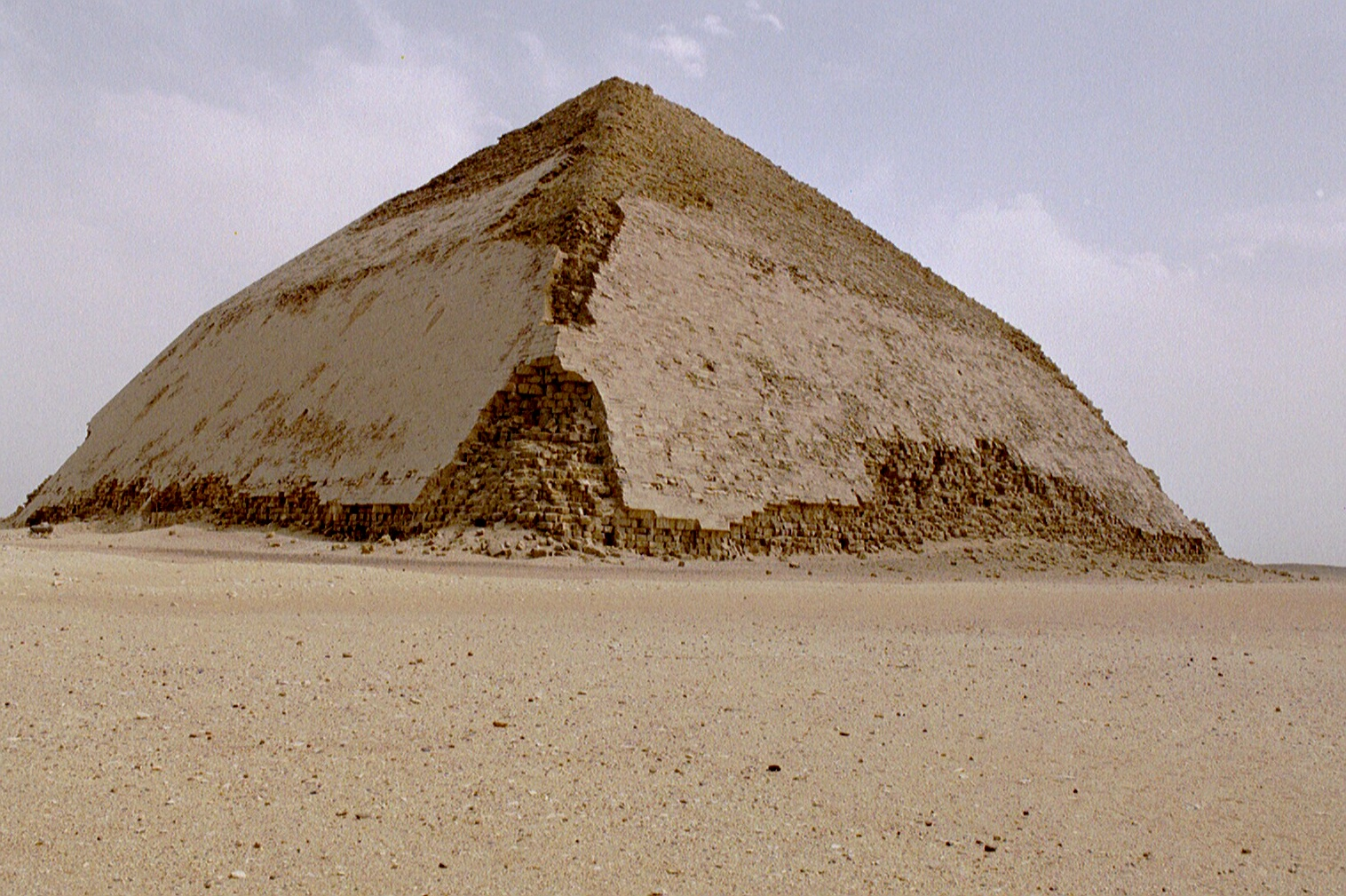
屈折ピラミッド

このような巨大な建造物をいくつも作ったにもかかわらず、彼の治世についてはあまりよく伝わっていない。パレルモ石の銘によると、エジプト人は既に質の良い木材を国外から輸入しており、スネフェルはレバノンから40隻の船でヒマラヤスギを買っていたとされている。また彼は貿易と戦争などの目的のためシナイ、ヌビア、リビアで船を建造させた。当時の生活の様子はエジプト中王国時代に書かれたウェストカー・パピルスで知ることができる。言い伝えでは、スネフェルは賢く公正な支配者であった。確かに彼の統治時代は後に黄金時代と見なされている。ピラミッドの建設が一気に広まったように、彼の時代がエジプトの歴史の分岐点となったのは明らかである。